# Motive Studios
Motive Studios est un studio canadien de développement de jeux vidéo appartenant à Electronic Arts. Il est fondé en juillet 2015 par Jade Raymond, ancienne dirigeante d'Ubisoft Toronto et productrice d'Assassin's Creed. Motive Studios a été créé pour se spécialiser dans les jeux d'action-aventure et créer de nouvelles propriétés intellectuelles. 
BioWare Montréal fusionne avec Motive Studios en août 2017 à la suite de critiques plus négatives de Mass Effect: Andromeda, vis-à-vis de la saga d'origine. Le 1er juin 2018, Motive Studios ouvre une succursale à Vancouver.
En octobre 2018, Jade Raymond quitte Motive Studios pour rejoindre plus tard Stadia Games and Entertainment en tant que directrice. Le studio travailla sur la licence Star Wars en participant à la création de Star Wars Battlefront II et en développant le jeu Star Wars: Squadrons.
Le 22 juin 2020, lors d'un EA Play, Electronic Arts annonce un remake du jeu Dead Space développé par Motive Studios. 

## Jeux développés
| Année | Titre                    | Plateformes                                   | Notes                                                                  |
| ----- | ------------------------ | --------------------------------------------- | ---------------------------------------------------------------------- |
| 2017  | Star Wars Battlefront II | Microsoft Windows, PlayStation 4, Xbox One    | A créé la campagne solo en collaboration avec DICE et Criterion Games. |
| 2020  | Star Wars: Squadrons     | Microsoft Windows, PlayStation 4, Xbox One    | [ 6 ]                                                                  |
| 2023  | Dead Space               | Microsoft Windows, PlayStation 5, Xbox Series | Remake du jeu Dead Space sorti en 2008.                                |
| 2025  | Battlefield 6            | Microsoft Windows, PlayStation 5, Xbox Series | En collaboration avec Criterion Games, DICE et Ripple Effect Studios   |